# Bahnhof Blackhorse Road

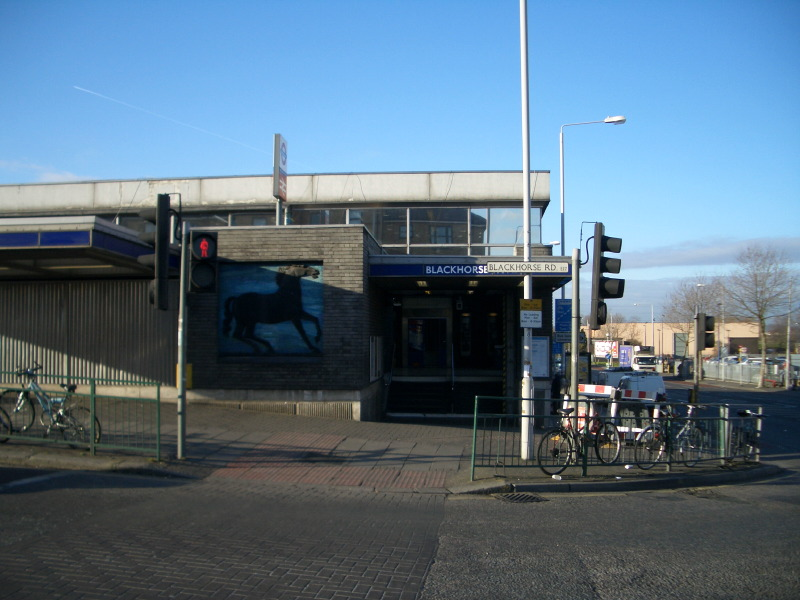
Stationsgebäude

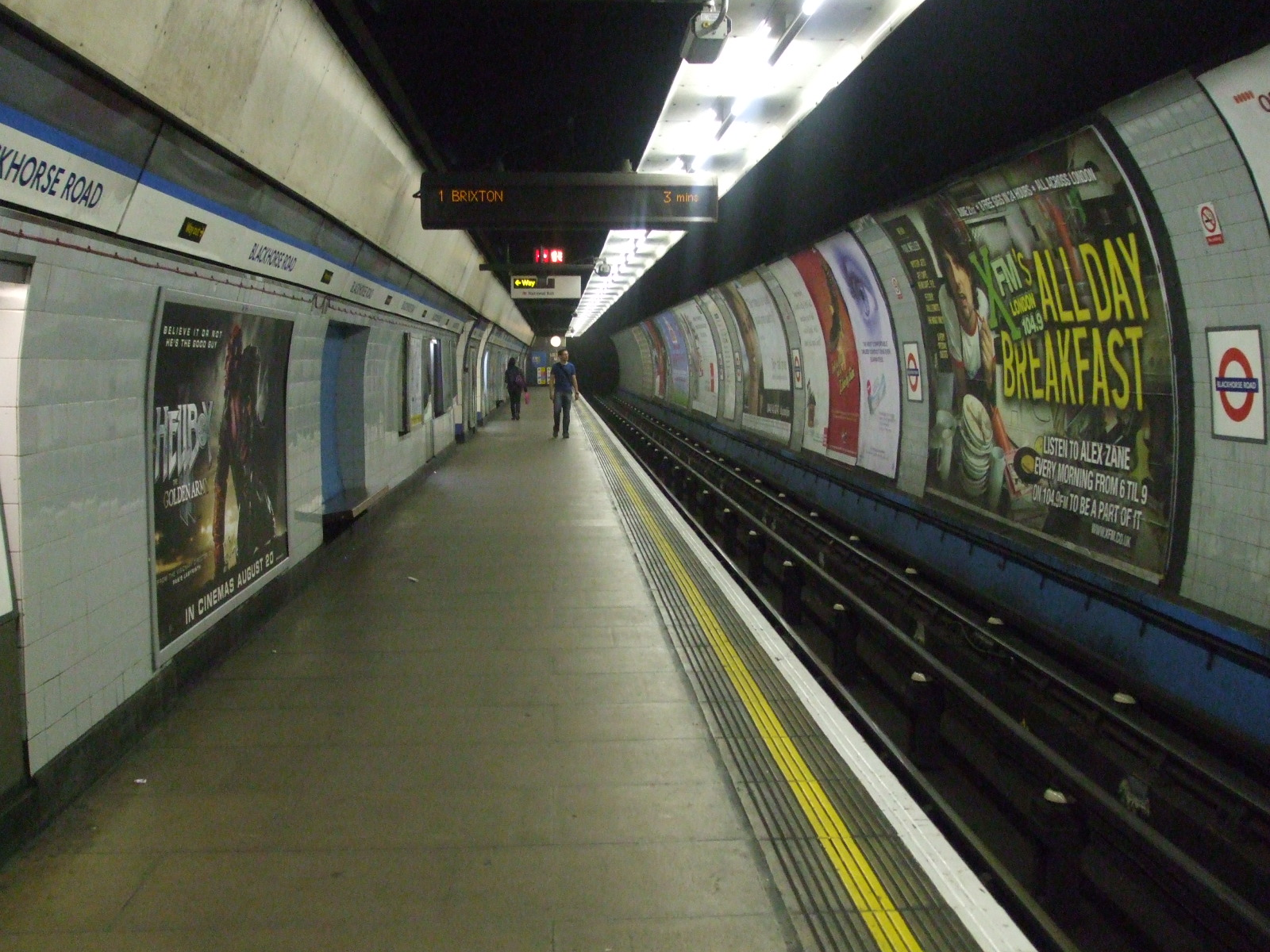
Bahnsteig der Victoria Line in Richtung Süden

Blackhorse Road ist ein Bahnhof in Walthamstow, Stadtbezirk London Borough of Waltham Forest. Die Nahverkehrsdrehscheibe, die auch eine Station der London Underground umfasst, wird von Zügen der Victoria Line und der Eisenbahngesellschaft London Overground bedient. Sie liegt in der Travelcard-Tarifzone 3 an der Kreuzung von Blackhorse Road/Blackhorse Lane und Forest Road/Ferry Lane. Im Jahr 2013 nutzten 7,90 Millionen Fahrgäste der U-Bahn den Bahnhof, hinzu kommen 0,828 Millionen Fahrgäste der Eisenbahn. Die Eisenbahn verkehrt oberirdisch, die U-Bahn unterirdisch.
Der Bahnhof wurde am 19. Juli 1894 als Bestandteil der Bahnstrecke Gospel Oak–Barking eröffnet. Dabei handelte es sich um ein gemeinsames Projekt der Midland Railway und der London, Tilbury and Southend Railway. Die Eröffnung des ersten Abschnitts der Victoria Line zwischen Walthamstow Central und Highbury & Islington erfolgte am 1. September 1968.